# PRIM

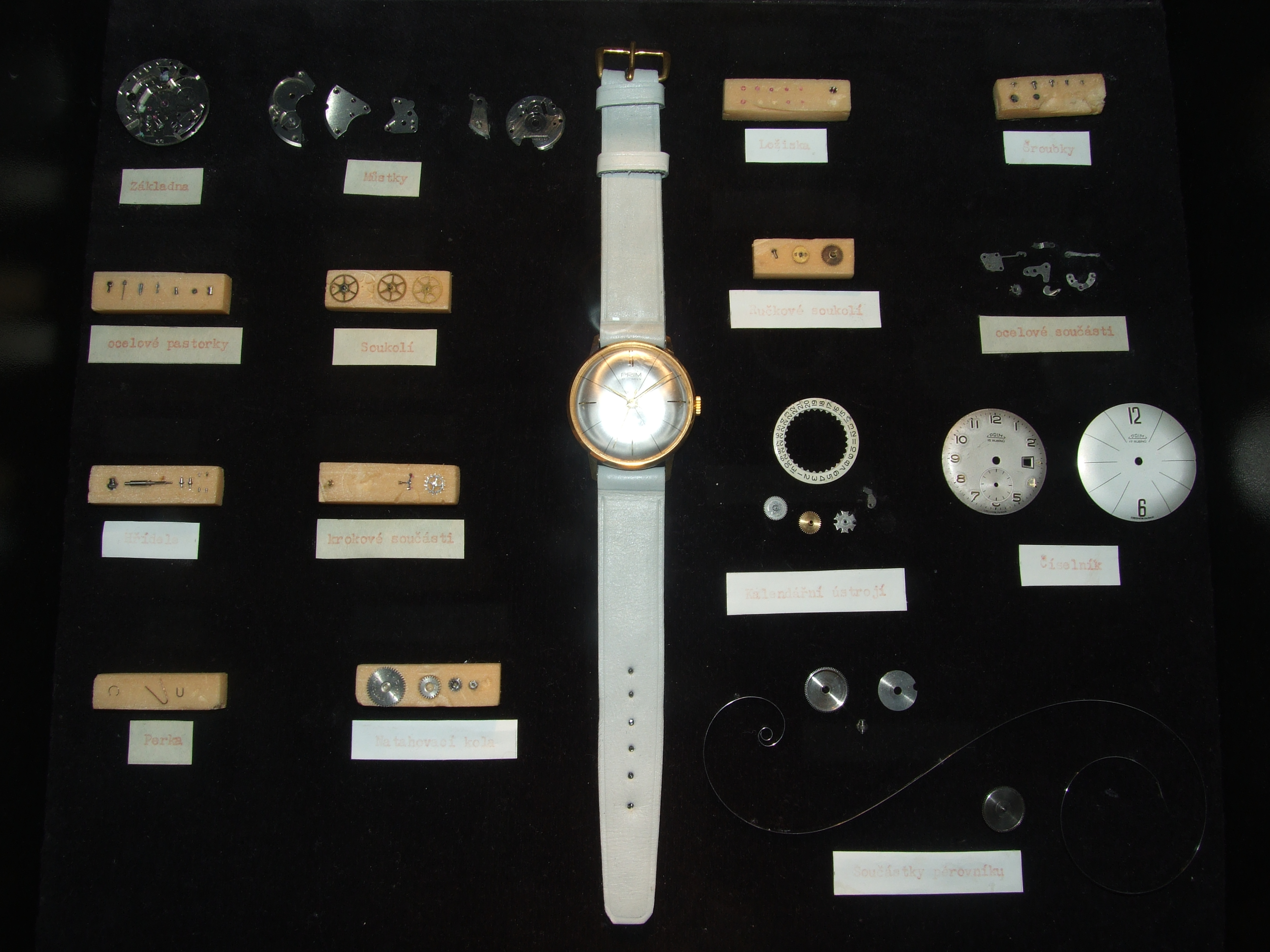
Demontované hodinky PRIM

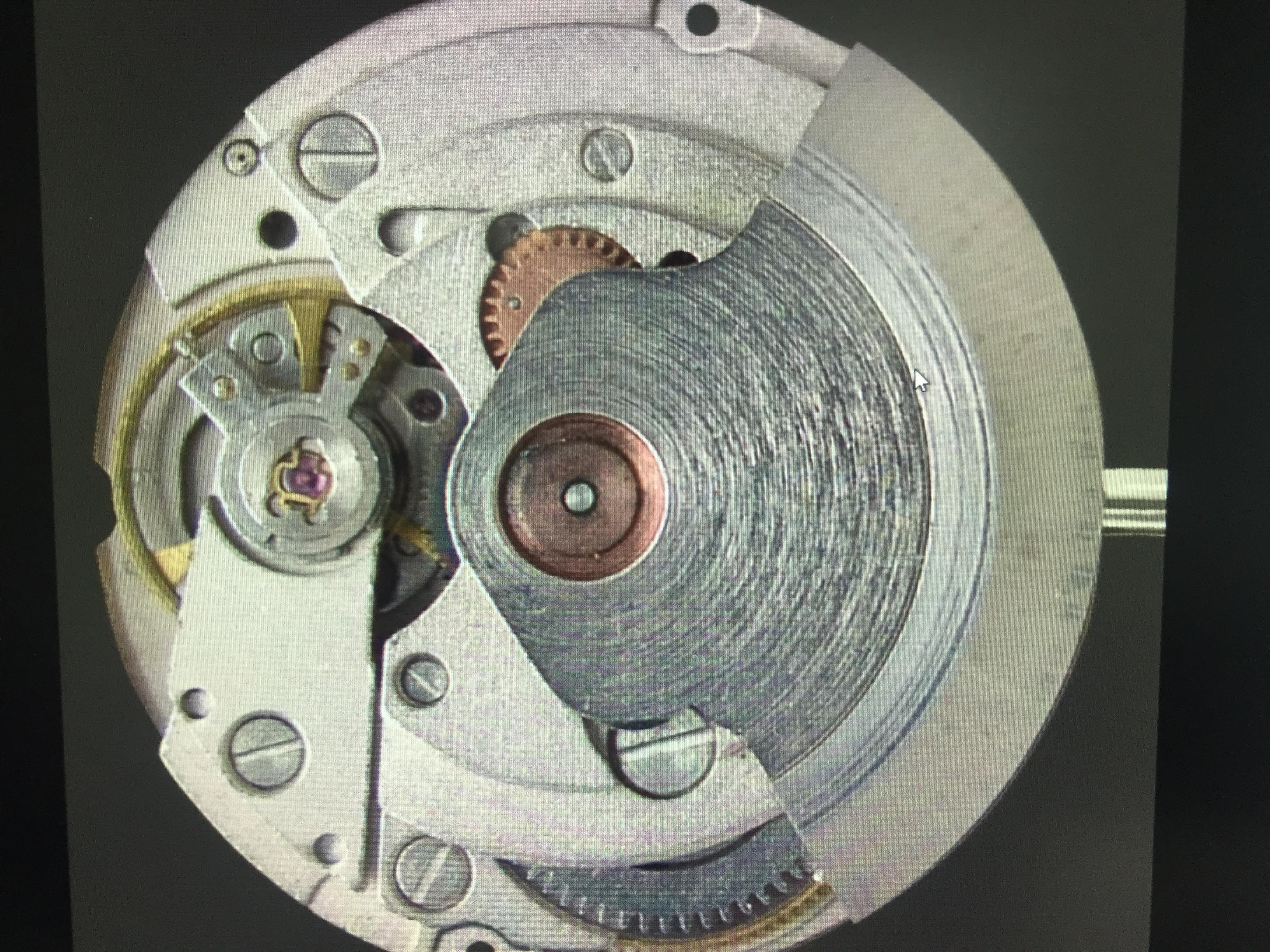
Starší kalibr 96

PRIM je československá, respektive česká značka výrobce hodinek. V roce 1949 byl v Novém Městě nad Metují založen pobočný závod Chronotechny Šternberk, který se měl specializovat na výrobu osobních hodinek (náramkových a kapesních). První prototypy hodinek byly vyrobeny v roce 1954 a nesly označení Spartak, značka PRIM byla zapsána teprve roku 1956 a od roku 1957, kdy začala probíhat sériová výroba, se již používala důsledně. V roce 1969 získal novoměstský výrobce samostatnost na mateřské Chronotechně a začal užívat jméno ELTON.
Značka Prim patří české společnosti MPM-Quality, která navazuje na tradici českého hodinářství. Dne 6. června 2025 společnost MPM-Quality koupila firmu ELTON hodinářská z Nového Města nad Metují, čímž spojila všechny klíčové části značky Prim pod jedno vedení a posílila svou pozici na trhu.

## Historie

### Do privatizace
Výroba hodin a hodinek byla ve východních Čechách rozšířena již v 19. století, nešlo však o průmyslovou výrobu. V roce 1949 byl v Novém Městě nad Metují otevřen pobočný závod firmy Chronotechna Šternberk, který byl od roku 1969 zcela osamostatněn a nese jméno ELTON. V roce 1954, po pěti letech vývoje, byl do výroby zaveden první hodinový strojek, typ 50, konstrukčně odvozený od francouzského hodinkového strojku Lip R25. První hodinky z produkce novoměstského závodu se začaly prodávat roku 1957. Protože zprvu nebylo rozhodnuto o značce nových hodinek, nesly první hodinky značení Spartak, teprve v roce 1958 začaly být značeny Prim. Od roku 1969 se závod v Novém Městě nad Metují plně osamostatnil od mateřské Chronotechny Šternberk, začal užívat jméno ELTON a značku PRIM v nové grafické úpravě, vytvořené konstruktérem hodinek Josefem Židem. Firma vyráběla v tomto období přesné hodinkové strojky s využitím v armádě. Výroba hodinářského zboží však byla určena i pro běžné občany. V období mezi lety 1949 až 1989 držela prakticky monopol ve výrobě hodinek pro ČSSR. Výroba hodinářského zboží byla od počátku rozdělena tak, že pobočka v Novém Městě nad Metují vyrábí náramkové hodinky a nástěnné hodiny, a ve Šternberku pak výhradně nástěnné hodiny a budíky.

### Privatizace ELTONu
Po sametové revoluci však nastaly změny, které málem zapříčinily zánik značky. Národní podnik byl privatizován kuponovou formou. V roce 1994 byla ukončena výroba vlastních strojků a ELTON byl rozdělen na tři dceřiné společnosti (s ručením omezeným) Strojírna ELTON, Nástrojárna ELTON a ELTON hodinářská. Ze Strojírny a Nástrojárny ELTON posléze vznikla firma Nový ELTON a z koncernu byla odprodána. Složitá transformace byla dokončena oddělením nové akciové společnosti ELTON hodinářská z mateřské ITec Group v roce 2000. V průběhu transformace také docházelo k jednání o značce PRIM, která byla privatizována samostatně. Nástupce Chronotechny se s ELTONem nedohodl a prodal značku firmě MPM-Quality.

### ELTON hodinářská
Firmě ELTON hodinářská, která je dle pravomocných právních rozhodnutí právním nástupcem národního podniku ELTON, se podařilo výrobu náramkových hodinek a vlastních mechanických hodinkových strojků v Česku roku 2009 obnovit a zachovat tak tradiční výrobu náramkových hodinek PRIM v Česku. Od roku 2025 je součástí holdingu MPM QUALITY A.S.  
Své hodinky označuje jak OZ známkou PRIM v podobě PN O1 – tedy podobě, vytvořené v roce 1969 pro náramkové hodinky, tak evropskou kombinovanou známkou PRIM Manufacture 1949, která je platná ve všech zemích Evropské unie. Od roku 2020 používá na své hodinky a doprovodné materiály také piktogram Novoměstských oblouků, inspirovaný průčelím domů na náměstí v Novém Městě nad Metují, jediným městem v ČR, historicky spjatém s výrobou náramkových hodinek. Piktogram Novoměstských oblouků je zapsaný jako ochranná známka společnosti ELTON hodinářská, proto nesmí být používán žádným jiným subjektem na trhu. Novoměstské oblouky jsou tedy rovněž jednoznačným vodítkem, že jde o výrobek novoměstské manufaktury.
Společnost ELTON hodinářská vyrábí osm typů in-house mechanických strojků vlastní konstrukce. Ikonické modely inspirované historií i limitované edice hodinek PRIM jsou osazeny in-house strojky z novoměstské manufaktury. Menší část produkce mechanických hodinek je osazena strojky značky ETA, případně Sellita. Tato řada, nazvaná PRIM AUTOMATIC, je finančně dostupnější, přičemž pouzdro, ručky, číselník i další komponenty jsou vyrobeny přímo v prostorách společnosti ELTON hodinářská. Stejně je tomu i u bateriových/quartzových hodinek, které osazuje švýcarskými strojky firmy Ronda. 
V současnosti vyrábí několik modelových řad, z nichž nejznámější jsou ORLÍK, SPARTAK, DIPLOMAT nebo PAVOUK. Mezi ambasadory značky patří olympijský vítěz Josef Dostál, hudebník David Kraus, herec Hynek Čermák, kurátor hodinářských sbírek Národního technického muzea Radko Kynčl, nebo špičkový chirurg, profesor Jan Štulík.
Téměř tisíc úkonů provedou v továrně společnosti ELTON hodinářská, než se z více než 140 jednotlivých součástek stanou náramkové hodinky s mechanickým strojkem. Většinu těchto dílů vyrábí společnost přímo v továrně v Novém Městě nad Metují. Zájemcům nabízí exkurzi do výroby, po předchozí domluvě je možné tento výjimečný provoz navštívit. Výroba byla mnohokrát zdokumentována v médiích. 
Díky tomu, že je společnost ELTON hodinářská přímo výrobcem hodinek, nabízí široké možnosti individualizací. Kromě menších úprav, jako je gravírování zadního víka či korunky, umožňuje také výraznější zásahy do číselníku, změnu tvaru ruček nebo změnu materiálu pouzdra. Upravit lze také strojek, nejen rytím, ale také změnou tvaru rotoru a podobně. Zájemci si mohou vytvořit také vlastní limitovanou edici, firemní či privátní. Mezi speciality novoměstského výrobce patří také limitované edice, se kterými společnost přišla jako první na českém trhu.

### MPM-Quality
V roce 2010 získala právo užívat označení Czech Made. Veškeré známky jsou platné například také na Slovensku a celé Evropě.
V průběhu času společnost vydala i luxusní hodinky (ve spolupráci s firmou Preciosa, s návrhářem Josefem Klírem, kolekci s tourbillonem a další). Hodinky se v této chvíli prodávají do celé EU a díky modelu PRIM Preciosa i v USA a Asii. Firemní prodejna se nachází v centrále společnosti ve Frýdku-Místku.
Populární službou, která firma nabízí je také individualizace hodinek. Mezi velmi oblíbené služby patří právě individualizace hodinek s vlastním monogramem nebo věnováním. Možnosti jsou téměř neomezené, např. umístění loga či textu na číselník, pouzdro hodinek, průzor nebo víčko. Nově firma také nabízí sestavení dostupných hodinek s vlastním designem, výběrem ruček, řemíku a dalších úprav. 
PRIM vyrábí hodinky také pro světově známou Preciosu a propaguje po světě nejen komponenty českých sklářů, ale i tradici a kvalitu hodinářské výroby pod značkou PRIM v kombinaci s originálním designem.
Firma MPM Quality je oficiálním dodavatelem Českého olympijského týmu (2018-2020). V roce 2018 to byla kolekce PRIM Sport 68 Czech Team – Pyenongchang, kdy se ambasadorem hodinek stal vnuk Jiřího Rašky, skokan na lyžích Jan Mazoch. Díky kolekci Sport 68 Czech Team se podařilo darovat nadaci Jedličkova ústavu 51 000 Kč. Firma navázala také novou spolupráci s T-Mobile olympijským během, Sazka olympijským vícebojem a navíc podporuje českou olympijskou nadaci. V roce 2019 podpořili nadaci modelem Sport Legenda a vybrali více než 22 000 Kč na podporu talentovaných mladých sportovců.

## Současnost značky PRIM
Sjednocení značky PRIM je vnímáno jako historický milník. Nové vedení usiluje o propojení české manufakturní výroby s dostupnějšími modely pro širší publikum. Značka je nově profilována jako jednotný celek s jasně strukturovaným produktovým portfoliem určeným různým cílovým skupinám — od sběratelů a patriotů po zákazníky hledající stylové a kvalitní hodinky.
Výroba pokračuje ve dvou závodech – v Novém Městě nad Metují a ve Frýdku-Místku. Každý závod má svou specifickou roli v rámci společné strategie. Spojení obou výrobních míst umožňuje nabídnout rozmanité, ale zároveň přehledné portfolio hodinek. Prémiová manufakturní řada klade důraz na český kalibr a ruční zpracování. Typickým prvkem těchto modelů jsou tzv. „novoměstské oblouky“, které symbolizují domácí konstrukci strojků. Současně zůstává zachována kolekce z Frýdku-Místku, známá svou individualizací, zakázkovou výrobou pro firmy i jednotlivce a širokou škálou designových a cenových možností.
Značka nyní zavádí jednotnou vizuální identitu. Nové logo vychází z historického odkazu PRIMu a je moderně přizpůsobeno současnému kontextu. Cílem této změny je zjednodušit komunikaci značky, zvýšit její srozumitelnost a důvěryhodnost.

### 2025

#### Produktové linie a strategie
Produktové portfolio PRIM bude členěno do dvou hlavních linií, obě pod jednotnou značkou. Prémiová kolekce navazuje na odkaz tradiční manufaktury ELTON a zaměřuje se na ruční výrobu i rozvoj vlastního kalibru. V blízké budoucnosti je plánováno představení nového strojku, který by měl být dostupnější širší skupině zákazníků. Druhou linii tvoří zavedená kolekce z Frýdku-Místku s důrazem na designovou rozmanitost, zakázkovou výrobu a cenovou dostupnost. Obě linie tak zákazníkům umožní svobodnou volbu dle jejich preferencí, bez zmatků v identitě značky.

#### Další rozvoj a limitované edice
Jedním z prvních kroků nové éry je uvedení limitované edice hodinek, které propojují české řemeslo a moderní design. Tento model odkazuje na klíčové historické momenty značky a symbolizuje začátek jednotné éry PRIMu.
Současně probíhá sjednocování vizuální identity a restrukturalizace produktového portfolia. Cílem je rovněž zlepšení zákaznického servisu, přímá komunikace a posílení online prodeje. Značka klade důraz na budování dlouhodobého vztahu se zákazníky, posilování důvěry a otevřený dialog.

## Logo PRIM

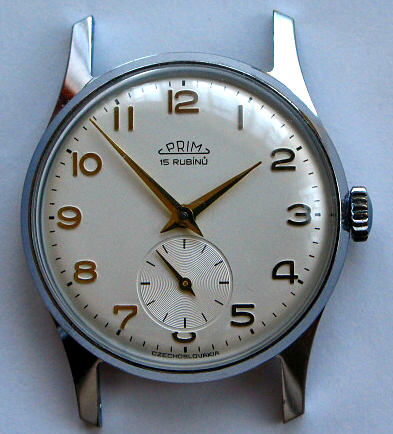
Hodinky se starším, tzv. bochánkovým logotypem (vytvořený 1956, na náramkových hodinkách od roku 1958)

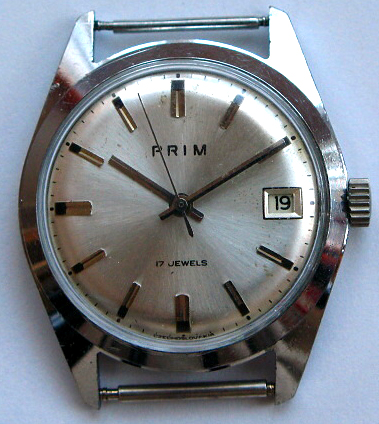
Hodinky s novějším (od roku 1969) stojatým logotypem

V roce 1956 byla vytvořena značka a logotyp PRIM (tzv. bochníkový tvar) šternberskou Chronotechnou pro označení jí vyráběných časoměrných zařízení. Jednalo se o písmena PRIM, která se ke kraji snižují a která mají okolo sebe shora přerušenou borduru. Zcela totožná značka byla registrována posléze pro užívání na hodinkách novoměstské pobočky Chronotechny. Pro nově vzniklý ELTON byl roku 1969 vytvořen konstruktérem náramkových hodinek Josefem Židem, nový logotyp značky (v řádku postavené majuskuly PRIM), který začal být užíván, ale ještě nebyl registrován. V roce 1983 ředitel koncernu Tesla (kam Chronotechna i ELTON v té době patřil) rozhodl o registraci, přičemž tento logotyp byl roku 1984 registrován na podnik Chronotechna (Šternberk) a ELTON byl uživatelem značky.
Po roce 1990 se právní nástupcem ELTONu stal ELTON hodinářská, ovšem všechny značky byly potvrzeny jako majetek Chronotechny (resp. nástupci Eutech) a ELTON si užívání pouze pronajímal (od začátku bylo jasně stanoveno a smluvně ošetřeno, že veškeré známky vlastní Chronotecha). ELTON posléze dojednal odkoupení značky za 10 000 000 korun, ale zaplatil započtením dřívější pohledávky, na to zareagoval Eutech stažením smlouvy. Tím začaly složité právní spory. Značka byla prodána roku 2001, tedy již v průběhu sporů, společnosti MPM-Quality.
Společnost MPM-Quality převzala značku a na trh začala dodávat hodinky pod značkou PRIM. Ovšem značku dále využívala i ELTON hodinářská, ta se domnívá, že má právo užívat značku, jelikož je právním nástupcem národního podniku ELTON a značku užívala desítky let před MPM-Quality a zároveň má licenční smlouvu s Josefem Židem na logotyp PRIM, s tím že používá také nový logotyp PRIM Manufacture 1949 přihlášený roku 2003 u Úřadu Evropské unie pro duševní vlastnictví v Alicante (v Česku zapsána 2005). O starší bochníkový se spor nevede, jeho majitelem je MPM-Quality, obě společnosti se snaží v soudních sporech navzájem zabránit užívání (vedle slovního označení) novějšího logotypu (1969).
Spor byl veden i na Slovensku, kde bylo rozhodnuto, že MPM-Quality může používat obě loga, i zde však soud pokračuje. V Česku došlo k několika dílčím rozhodnutím, v roce 2008 Vrchní soud v Olomouci potvrdil právo užívat značku oběma společnostem (oběma z různých právních titulů). V roce 2011 také Nejvyšší správní soud potvrdil argumentaci společnosti ELTON o autorskoprávní ochraně logotypu (zrušil předchozí rozhodnutí Městského soudu v Praze). ELTON toto rozhodnutí uvítal, protože jedině on má uzavřenou smlouvu s tvůrcem loga Josefem Židem (logo měl vytvořit roku 1969 jako zaměstnanec sítního podniku Elton).
Že je autorem loga z roku 1969 Josef Žid napadli dědici typografa Jiřího Rathouského s tvrzením, že právě Rathouský navrhl toto logo, od září 2016 probíhal spor u Krajského soudu v Hradci Králové. Spor vyhrál v roce 2019 Elton a potvrdil autorství Josefa Žida. Ve stejné věci dědici neuspěli ani u Úřadu průmyslového vlastnictví ani u Úřadu Evropské unie pro duševní vlastnictví (EUIPO).
Nyní společnost MPM-Quality využívá na svých hodinkách převážně starší tzv. bochánkový logotyp z roku 1956 i novější logo z roku 1969 a společnost ELTON hodinářská jak tradiční logo, vytvořené v roce 1969, tak evropskou ochranou známku PRIM Manufacture 1949.

## Výrobky
Dodnes[kdy?] se pod značkou PRIM vyrobilo přes 16 000 000 kusů hodinek. V roce 2008 byla otevřena zvláštní expozice v Městském muzeu Nové Město nad Metují věnující se produkci značky hodinek (od počátku do roku 1994). Autor výstavy a majitel exponátů je Ing. Libor Hovorka, vývojový pracovník Eltonu hodinářská.
Mezi majitele hodinek PRIM od ELTON hodinářská patří mimo jiné prezident Václav Klaus, fotbalista Petr Čech, herec Alain Delon, olympijští vítězové Jaroslav Kulhavý, Lukáš Krpálek a další olympionici, operní pěvec Adam Plachetka, tenistka Barbora Strýcová a řada dalších osobností české společenské, kulturní i vědecké scény. Hodinky PRIM od ELTON patří i mezi oficiální dary českého Úřadu vlády či Kanceláře prezidenta zahraničním návštěvám, převzal je například Robert Fico, Nicolas Sarkozy, Angela Merkelová, Ferenc Gyurcsány, španělský královský pár, Donald Tusk a Barack Obama. Hodinky od MPM-Quality dostal vítěz Tour de France Carlos Sastre či známý slalomář Alberto Tomba.

### Prototypy

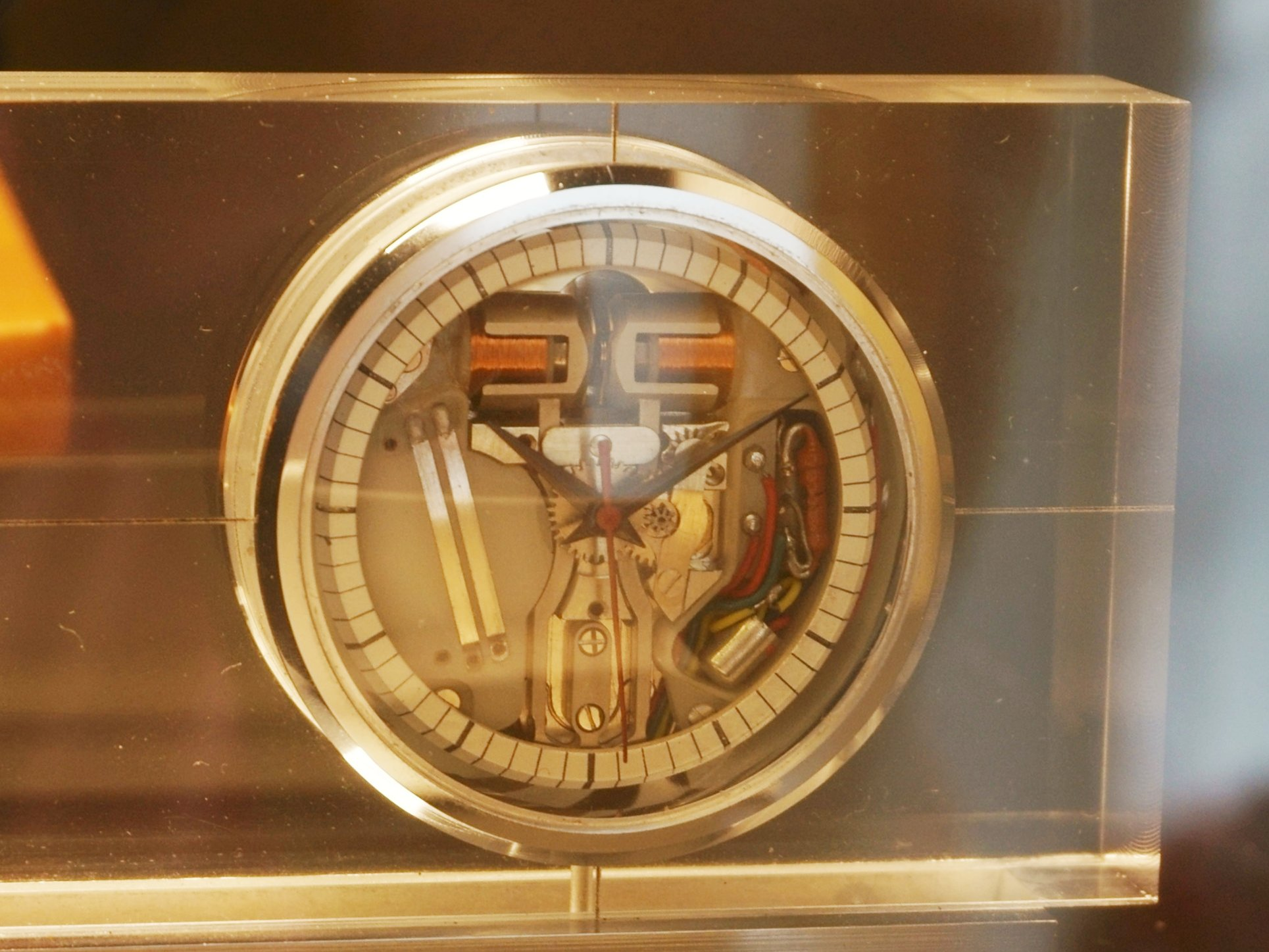
Prototyp ladičkových hodinek Prim podle vzoru Bulova Accutron

- Ladičkové hodinky PRIM, vyrobené na základě ladičkových hodinek Bulova Accutron cal. 214. Celkem bylo vyrobeno přibližně dvanáct kusů těchto hodinek + ověřovací ladičkový stroj.
- Rádiem řízené hodiny PRIM

### Nejznámější hodinky PRIM

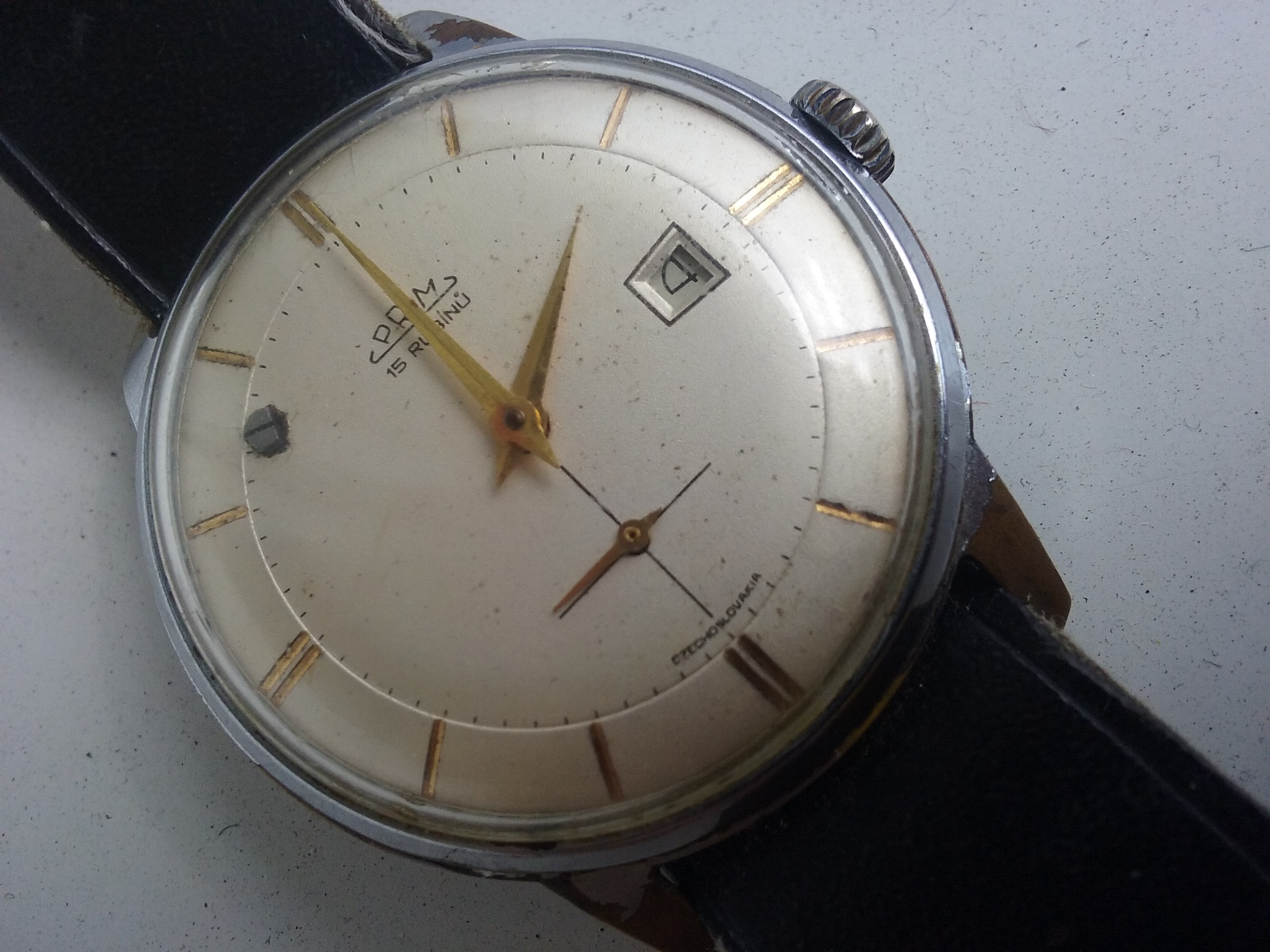
Prim „Traktor“, verze s datumovkou (kalibr 52)

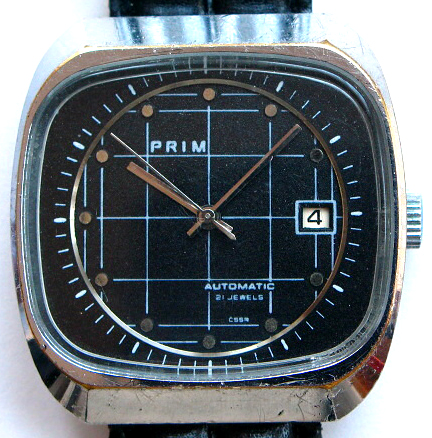
Prim „Televize“ (kalibr 96)

Názvy uvedené v uvozovkách byly vytvořeny samotnými uživateli, ostatní názvy jsou továrním označením produktové řady.
- SPARTAK, kalibr 50 – první verze hodinek z ELTONU byla produkována pod tímto názvem. Celkem bylo vyrobeno cca 6000 ks hodinek SPARTAK, další produkce již byla označena PRIM.
- Prim „Traktor“, kalibr 50
- Prim „Pavouk“, kalibr 50
- Prim Orlík, kalibr 50 – odolné hodinky určené pro Československou armádu. Vyrobeno bylo pouze 300 ks.
- Prim Aeskulap, kalibr 66 – hodinky s úpravou pro zdravotníky (na ciferníku stupnice na odečítání tepu)
- Prim Diplomat, kalibr 68 – exkluzivní hodinky nadčasového designu, dodnes velmi ceněné sběrateli. Dostupné ve zlaté a chromované (méně časté) verzi
- Prim Sport 1. generace „I.GEN“ – sportovní hodinky, kalibr 68.
- Prim „TV“, kalibr 96 – hodinky s typickým obdélníkovým pouzdrem a číselníkem připomínajícím televizor
- Prim Letecké Automatic, kalibr 96 – hodinky vyvinuté pro potřeby letectva ČSLA.
- PRIM ORLÍK II – nově vytvořený model inspirovaný ikonickým Orlíkem, jako první osazený novodobě vyvinutým strojkem PRIM (2009), vyrábí se též v bronzové a DLC verzi.
- PRIM BRUSEL – společenské hodinky odkazující na tzv. Bruselský styl.
- PRIM AVIATIK – limitovaná inspirovaná leteckým průmyslem.
- PRIM REPUBLIKA – edice vytvořená ke 100 výročí ČSR.
- PRIM MASARYK – limitovaná edice k poctě 1.československého prezidenta.
- PRIM POPULAR – limitovaná edice vyrobená ve spolupráci s tradičním českým výrobcem automobilů ŠKODA AUTO.
- PRIM DIPLOMAT, PAVOUK, SPARTAK – modelové řady inspirované historickými modely, vyrobené s použitím nejmodernějších technologií a materiálů.

#### Modely MPM-Quality
- PRIM Tourbillon – první české hodinky s tourbillonem / královskou hodinářskou komplikací. Limitovaná edice Meteorite, Karel IV, T.G.M
- PRIM Dakar – sportovní hodinky vyvinuté a testované ve spolupráci s "Monsieur Dakar" Karlem Lopraisem.
- PRIM Preciosa – elegantní dámské hodinky, které vznikly spojením dvou klasických českých značek PRIM a Preciosa.
- PRIM by Josef Klír – stylové dámské a pánské hodinky od známého českého módního návrháře Josefa Klíra.
- PRIM Skeleton
- PRIM 68 Czech Team
- PRIM Podmol Brothers
- PRIM Pilot Automatic Chrono – modelová řada 30ks s kalibrem Seiko NE88
- PRIM Symbol a PRIM Symbol ČSR – limitovaná edice se švýcarským kalibrem Sellita

## Strojky od MPM Quality
Hodinky od MPM Quality využívají importované strojky, především od japonské firmy Citizen Miyota, dále také od švýcarské STP, Sellita, Ronda a čínské Sea-Gull.

## Strojky od ELTON

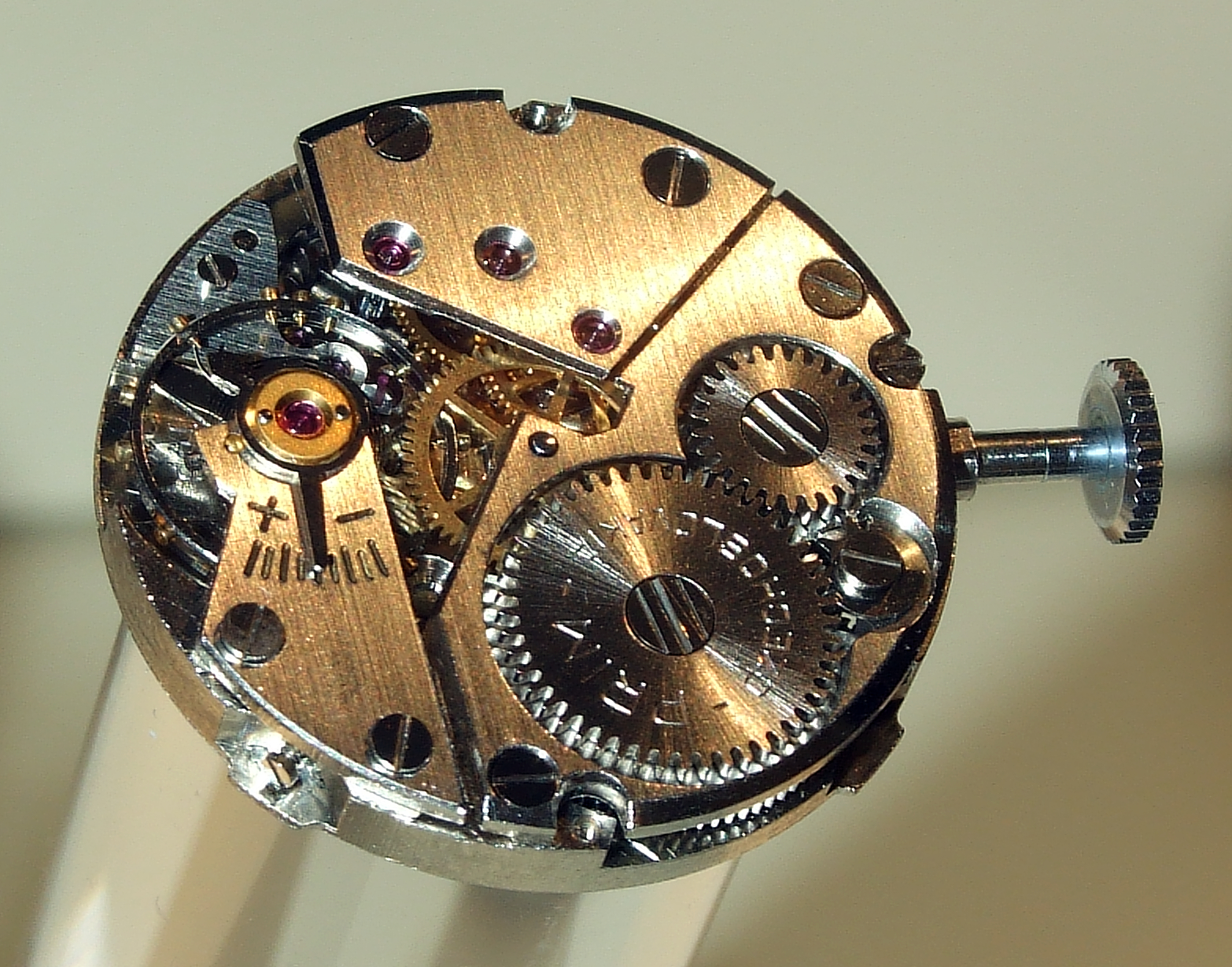
Strojek Prim Kalibr 52 (1952-1971)

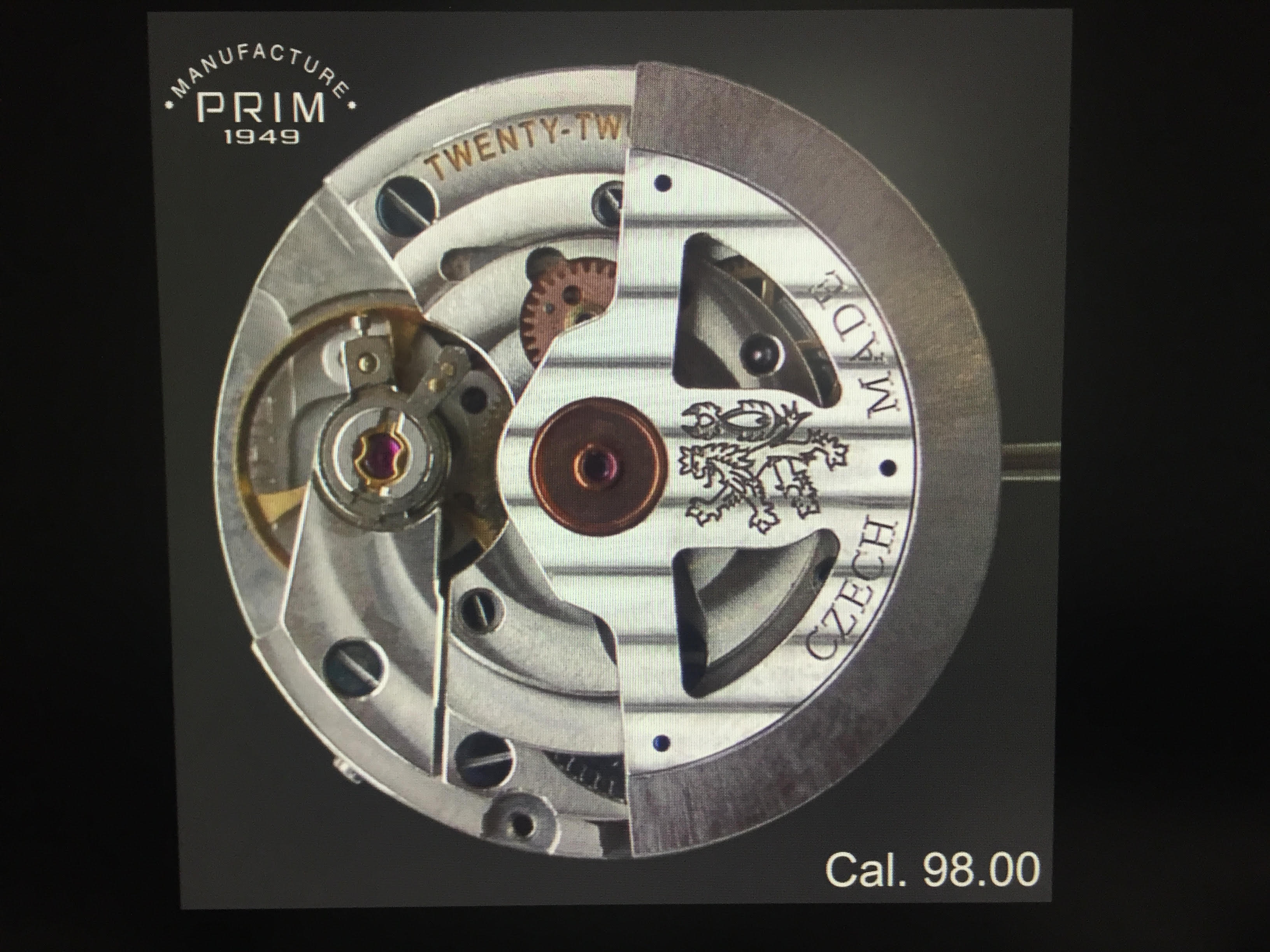
Strojek Prim Kalibr 98.00 (od roku 2009)

Hodinky od ELTON hodinářská využívají vlastní strojky s automatickým i manuálním nátahem (označení Kalibr 93,94,95,98.00,98.01,103 a 105). Levnější typy hodinek jsou osazené švýcarskými strojky od firem ETA SA a Ronda (označení Kalibr 71,73 a 77.51 pro automatický nátah a Kalibr 37,38 a 39 pro bateriové).

### Starší strojky
- 1954 Kalibr 25 – přímo odvozený z původního francouzského vzoru Lip R25; byl použit v první sérii modelu Spartak a postupně byl nahrazen kalibrem 50
- 1954 Kalibr 50 – mechanický s manuálním nátahem, 15 kamenů, mimostředná vteřinovka. Ve výrobě do roku 1971.
- 1955 Kalibr 52 – mechanický s manuálním nátahem, odvozen od kalibru 50, přidán datový věnec. Ve výrobě do roku 1971.
- 1958 Kalibr 55 – mechanický s manuálním nátahem, nově vyřešena centrální vteřinová ručka s nepřímým náhonem, 16 kamenů. Ve výrobě do roku 1971.
- 1958 Kalibr 57 – mechanický s manuálním nátahem, odvozen od kalibru 55, přidán datový věnec. Ve výrobě do roku 1971.
- 1965 Kalibr 66 – mechanický s manuálním nátahem, nová konstrukce kalibru odvozená od švýcarského vzoru ETA 1080, 17 kamenů. Ve výrobě do roku 1993.
- 1969 Kalibr 68 – mechanický s manuálním nátahem, odvozen od kalibru 66, přidán datový věnec. Ve výrobě do roku 1993.
- 1971 Kalibr 70 – mechanický s manuálním nátahem, nezaveden do výroby.
- 1971 Kalibr 80 – mechanický s manuálním nátahem, 17 kamenů. Ve výrobě do roku 1993.
- 1971 Kalibr 96 – mechanický s automatickým nátahem, 21 kamenů. Ve výrobě do roku 1989.
- 1979 Kalibr 97 – mechanický s automatickým nátahem, 21 kamenů, datumový věnec se zobrazením dne v týdnu (Day-Date). Ve výrobě do roku 1989.
- 1988 Kalibr 200 – quartz, 7 kamenů. Ve výrobě do roku 1995.
- 1993 Kalibr 210 – quartz, 7 kamenů, datový věnec. Ve výrobě do roku 1995.

### Nyní používané strojky
- 2009 Kalibr 94 – mechanický s ručním nátahem, 17 kamenů.
- 2009 Kalibr 98.00 – mechanický s automatickým nátahem, 22 kamenů.
- 2010 Kalibr 98.01 – mechanický s automatickým nátahem, 22 kamenů.
- 2013 Kalibr 93 – mechanický s ručním nátahem, 17 kamenů.
- 2013 Kalibr 95 – mechanický s automatickým nátahem, 22 kamenů.
- 2017 Kalibr 103 – mechanický s ručním nátahem, 19 kamenů.
- 2017 Kalibr 105 – mechanický s automatickým nátahem, 24 kamenů.[19]

### Uložení setrvačky

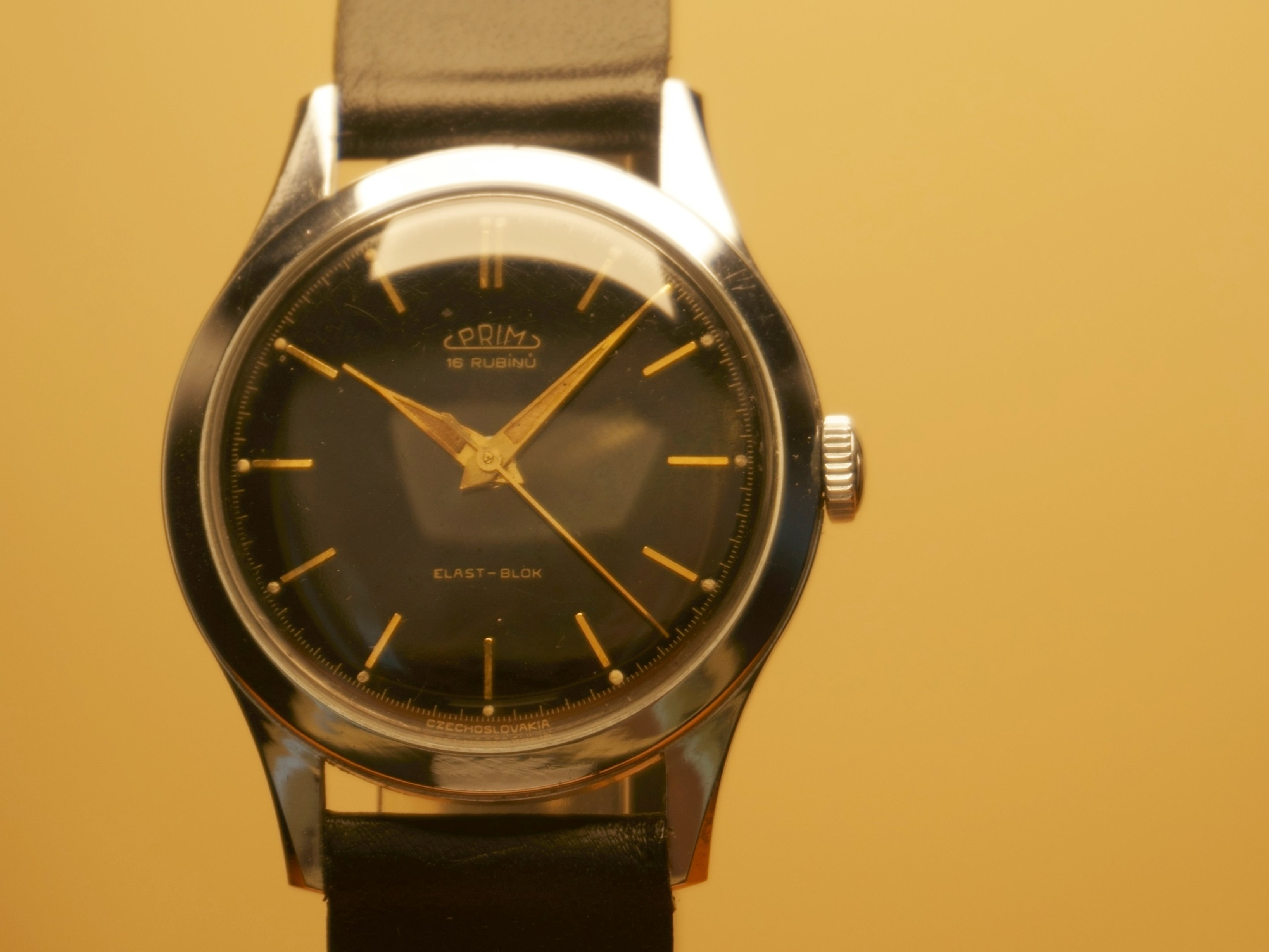
Hodinky s vyznačením typu uložení setrvačky „Elast-Blok“

Strojky Prim od Elton používají tři typy protinárazového uložení setrvačky:
- Elastblok – strojky z počátku výroby; výrobně nejsložitější provedení – hodinky byly na číselníku označeny nápisem Elastbloc
- Incabloc – hodinky byly na číselníku označeny nápisem Incabloc
- Kif – výrobně nejjednodušší a spolehlivé provedení protinárazového uložení setrvačky; hodinky s takto osazeným strojkem nebyly na číselníku nijak označeny